# Єланчикбаш
Єланчикба́ш (рос. Еланчикбаш, башк. Йылансыҡбаш) — присілок у складі Шаранського району Башкортостану, Росія. Входить до складу Мічурінської сільської ради.
Населення — 58 осіб (2010; 56 у 2002).
Національний склад:
- марійці — 95 %